# رود کوشک
کوشک (امروزه شناخته‌شده در ترکمنستان با نام گوشگی) یک رود است که بخشی از مسیرش را قسمتی از مرز افغانستان و ترکمنستان تشکیل می‌دهد و قبلاً نیز برای تشکیل مرزهای جنوبی امپراتوری روسیه و یا اتحاد جماهیر سوسیالیستی شوروی بکار می‌رفت.